# Гленфилд (Северна Дакота)
Гленфилд (енгл. Glenfield) град је у америчкој савезној држави Северна Дакота.

## Демографија
По попису из 2010. године број становника је 91, што је 43 (-32,1%) становника мање него 2000. године.
| Група             | 2000.       | 2010.       |
| Белци             | 131 (97,8%) | 91 (100,0%) |
| Афроамериканци    | 0 (0,0%)    | 0 (0,0%)    |
| Азијати           | 0 (0,0%)    | 0 (0,0%)    |
| Хиспаноамериканци | 0 (0,0%)    | 0 (0,0%)    |
| Укупно            | 134         | 91          |